# سيرجيو سيلفا
سيرجيو سيلفا هو لاعب كرة قدم برتغالي، ولد في 26 فبراير 1994 في أوليفيرا دي ازميس في البرتغال. لعب مع U.D. Oliveirense ‏.

## وصلات خارجية
- سيرجيو سيلفا على موقع قاعدة بيانات كرة القدم.إي يو (الإنجليزية)
- سيرجيو سيلفا على موقع Soccerway.com (الإنجليزية)
- سيرجيو سيلفا على موقع عالم كرة القدم.نت (الإنجليزية)